# Kanton Castillon-la-Bataille
Kanton Castillon-la-Bataille (fr. Canton de Castillon-la-Bataille) je francouzský kanton v departementu Gironde v regionu Akvitánie. Tvoří ho 14 obcí.

## Obce kantonu
- Belvès-de-Castillon
- Castillon-la-Bataille
- Gardegan-et-Tourtirac
- Sainte-Colombe
- Sainte-Terre
- Saint-Étienne-de-Lisse
- Saint-Genès-de-Castillon
- Saint-Hippolyte
- Saint-Laurent-des-Combes
- Saint-Magne-de-Castillon
- Saint-Pey-d'Armens
- Saint-Philippe-d'Aiguille
- Les Salles-de-Castillon
- Vignonet